# ウェールズ・ナショナル・オペラ
ウェールズ・ナショナル・オペラ（ウェールズ語: Opera Cenedlaethol Cymru　英: Welsh National Opera）は、連合王国、ウェールズ・カーディフに本拠地があるオペラ・カンパニー。ウェルシュ・ナショナル・オペラとも。
1943年に設立。本拠地の公演とともに、イギリス国内を巡回するオペラ・カンパニーとして知られる。歴代の音楽監督として、リチャード・アームストロング、チャールズ・マッケラス（現名誉指揮者）、トゥガン・ソヒエフ、カルロ・リッツィらが務めた。
専属のオーケストラ、ウェールズ・ナショナル・オペラ管弦楽団（Orchestra of Welsh National Opera）は1970年に結成され、現在55名のメンバーを抱える。オペラなどの演奏はもちろん、シンフォニー・コンサートも積極的に行っている。
主なレコーディングとして、マッケラス指揮によるディーリアスの管弦楽曲集、リッツィ指揮で各種オペラ・アリア集やグノーの『ファウスト』、グッドオール指揮の『パルジファル』などのワーグナー作品、DVDではブーレーズ指揮でドビュッシーの『ペレアスとメリザンド』がある。